# Kanton Rouen-7
Kanton Rouen-7 is een voormalig kanton van het Franse departement Seine-Maritime. Het kanton maakte deel uit van het arrondissement Rouen. Het werd opgeheven bij decreet van 27 februari 2014 met uitwerking in maart 2015.

## Gemeenten
Het kanton Rouen-7 omvatte enkele een deel van de gemeente Rouen, meer bepaald de wijken:
- Grieu
- Vallon Suisse
- La Grande Mare

## Conseiller général
Een kanton heeft een Conseiller général die door de burgers in het kanton gekozen wordt.
| Periode   | Conseiller        | Politieke partij |
| --------- | ----------------- | ---------------- |
| 1982-1996 | Jeanine Bonvoisin | UDF-CDS          |
| 1996-2011 | Michel Bérégovoy  | PS               |
| 2011-2015 | Ludovic Delesque  | PS               |